# IC 2558
IC 2558 је спирална галаксија у сазвјежђу Шмрк (Пумпа) која се налази на листи објеката дубоког неба у Индекс каталогу.
Деклинација објекта је - 34° 20' 13" а ректасцензија 10h 14m 44,4s. Привидна величина (магнитуда) објекта IC 2558 износи 13,9 а фотографска магнитуда 14,5. IC 2558 је још познат и под ознакама ESO 375-1, MCG -6-23-18, IRAS 10125-3405, PGC 29895.